# Teatre de Mar i Terra
El Teatre de Mar i Terra és un edifici construït el 1898 per Josep Segura per encàrrec de la societat homònima i rehabilitat el 2010 per l'Ajuntament. El teatre està situat al carrer de Sant Magí, 89, al barri de Santa Catalina, a Palma.
La Societat Mar i Terra va ser una societat recreativa que al 1900 esdevingué de socors mutus per als seus associats, treballadors de la mar i treballadors de les fàbriques. En disposar d'un teatre, es van proposar crear-hi una biblioteca i escoles. A partir del 1906 la comunitat de les Germanes Franciscanes de Santa Catalina va donar servei a la Casa Bressol des Jonquet, que estigué als baixos de l'edifici Mar i Terra fins al 1916. Després seria l'escola nacional per a infants, fins que al 1935 esdevindria el col·legi públic Jaume I; al 1943 encara s'hi formaria una agrupació de ball de bot i instruments populars.
L'Ajuntament de Palma va adquirir l'edifici el 2004, el va rehabilitar el 2010 i l'ha dedicat principalment a la formació en arts escèniques i a la promoció de les activitats de cultura popular. La sala teatral té un aforament per a 152 persones, sobre estructura retràctil. Les aules del Mar i Terra - Espai de Cultura es destinen a activitats diverses: conferències, tallers, reunions, presentacions de llibres... El conjunt escènic va ser reinaugurat el 19 de novembre de 2010.
Pel que fa a l'arquitectura de l'edifici, destaca la façana d'estil neoclàssic i els elements decoratius neoàrabs.